# Alfred E. von Overbeck
Alfred Eugène von Overbeck (* 8. März 1925 in Bern; † 7. April 2016 in Saint-Prex, Kanton Wallis) war ein schweizerischer Rechtswissenschaftler.

## Leben und Wirken
Overbeck war der Sohn des Freiburger Rechtswissenschaftlers Alfred von Overbeck und der Enkel von Gustav Overbeck. Von 1944 bis 1948 studierte er Rechtswissenschaften an den Universitäten Zürich, Freiburg und Paris. 1948 erhielt er die licence en droit der Universität Freiburg und 1952 das brevet d’avocat, die Zulassung als Rechtsanwalt. Nach einer Studienreise in die USA, die Heimat seiner Großmutter, wurde er 1956 Sekretär im Ständigen Büro der Haager Konferenz für Internationales Privatrecht.  
1961 wurde er in Freiburg zum Dr. iur. promoviert. 1962 war er Dozent an der Universität Zürich. 1965 wurde er außerordentlicher Professor und 1968 als Nachfolger Max Gutzwillers ordentlicher Professor für Internationales Privatrecht an der Universität Freiburg, in den Jahren 1971 bis 1975 war er ihr Rektor. 1980 wurde er vom schweizerischen Bundesrat zum ersten Direktor des neu gegründeten Schweizerischen Instituts für Rechtsvergleichung in Lausanne berufen, das er von 1982 bis zu seiner Emeritierung 1990 leitete.
Er war korrespondierendes Mitglied der philosophisch-historischen Klasse im Ausland der Österreichischen Akademie der Wissenschaften, Mitglied der Niederländischen Akademie der Wissenschaften, Ehrenmitglied der Asociación española de profesores de derecho internacional y relaciones internacionales, des Institut de Droit international und der International Academy of Estate and Trust Law.

## Werke (Auswahl)
- L’unification des règles de conflits de lois en matière de forme de testaments. Dissertation. 1961
- Persons, in Kurt Lipstein (Hrsg.): International encyclopedia of comparative law. Band 3: Private international law Tübingen: Mohr Siebeck 1972